# Henryk Gaertner
Henryk Andrzej Gaertner (ur. 23 marca 1922 w Lublinie, zm. 4 lutego 2020 w Krakowie) – polski lekarz hematolog, profesor doktor habilitowany nauk medycznych, historyk i muzyk, emerytowany profesor Uniwersytetu Jagiellońskiego. Syn prof. Henryka Karola Gaertnera (1892–1935).

## Życiorys
Urodził się 23 marca 1922 roku w Lublinie, w rodzinie inteligenckiej – jego matka Anna Bachleda Curuś była polonistką, a ojciec Henryk Karol Gaertner był profesorem filologii polskiej i wykładał wówczas na Katolickim Uniwersytecie Lubelskim. We Lwowie ukończył szkołę podstawową i gimnazjum, a liceum w Krakowie, dokąd rodzina przeniosła się w 1935 roku po śmierci ojca. W latach 1927–1939 studiował również pianistykę. W 1939 roku zapisał się na studia lekarskie na Uniwersytecie Jagiellońskim, ale podjęcie ich uniemożliwił mu wybuch II wojny światowej.
Podczas Sonderaktion Krakau 6 listopada 1939 roku zbiegiem okoliczności uniknął aresztowania. W czasie niemieckiej okupacji pracował w Zakopanem jako sprzedawca, księgowy i portier w rodzinnym hotelu. W 1942 roku został aresztowany przez Gestapo, ale dzięki interwencji prof. Rudolfa Weigla został zwolniony i wkrótce potem zatrudniony w jego instytucie przeciwtyfusowym jako laborant i karmiciel wszy. W tym okresie podjął też studia na tajnym Wydziale Lekarskim Uniwersytetu Jagiellońskiego
Po zakończeniu wojny dokończył studia lekarskie, uzyskując w 1951 roku dyplom oraz jednocześnie tytuł doktora nauk medycznych pod kierunkiem prof. Juliana Aleksandrowicza, specjalizując się w hematologii. W 1949 roku podjął także studia muzykologiczne na Uniwersytecie Jagiellońskim. W swojej karierze zajmował się m.in. wykorzystywaniem muzyki w terapii bólu. Odbył stypendia w Czechosłowacji i Węgrzech, a w latach 1960–1961 korzystał ze stypendium Fundacji Rockefellera, dzięki któremu dokształcał się m.in. w Stanach Zjednoczonych, Francji i Niemczech.
W 1954 roku uzyskał specjalizację drugiego stopnia z chorób wewnętrznych, a w 1982 roku z hematologii. W 1971 roku objął posadę ordynatora oddziału chorób wewnętrznych w Szpitalu Miejskim im. Edmunda Biernackiego w Krakowie. W 1975 roku otrzymał tytuł profesora nadzwyczajnego, a w 1987 roku tytuł profesora zwyczajnego. W 1981 roku kierowany przez niego oddział przeniesiono do Szpitala im. J. Dietla. Wspólnie z dr. Andrzejem Kosiniakiem-Kamyszem przekształcił w 1984 roku swój oddział w pierwszą w Polsce Katedrę i Klinikę Medycyny Wsi i kierował nią do 1994 roku, kiedy odszedł na emeryturę.
Autor licznych monografii i podręczników medycznych, głównie z zakresu chorób wewnętrznych i hematologii, był także pionierem muzykoterapii. Był członkiem m.in. Towarzystwa Internistów Polskich, Polskiego Towarzystwa Edukacji Psychosomatycznej, Stowarzyszenia Lekarzy Homeopatów i Polskiego Towarzystwa Psychosomatycznego, a także członkiem honorowym Haute Académie Internationale de Lutéce, Académie Européenne des Arts i Club des Intellectuels Français. Był założycielem i przewodniczącym Komisji Historii i Filozofii Medycyny oraz członkiem Komisji Historii Nauk PAU.
Był honorowym członkiem Zakonu Bonifratrów. 
Zmarł 4 lutego 2020 roku w Krakowie, pochowany został na cmentarzu Rakowickim (kw. KC).

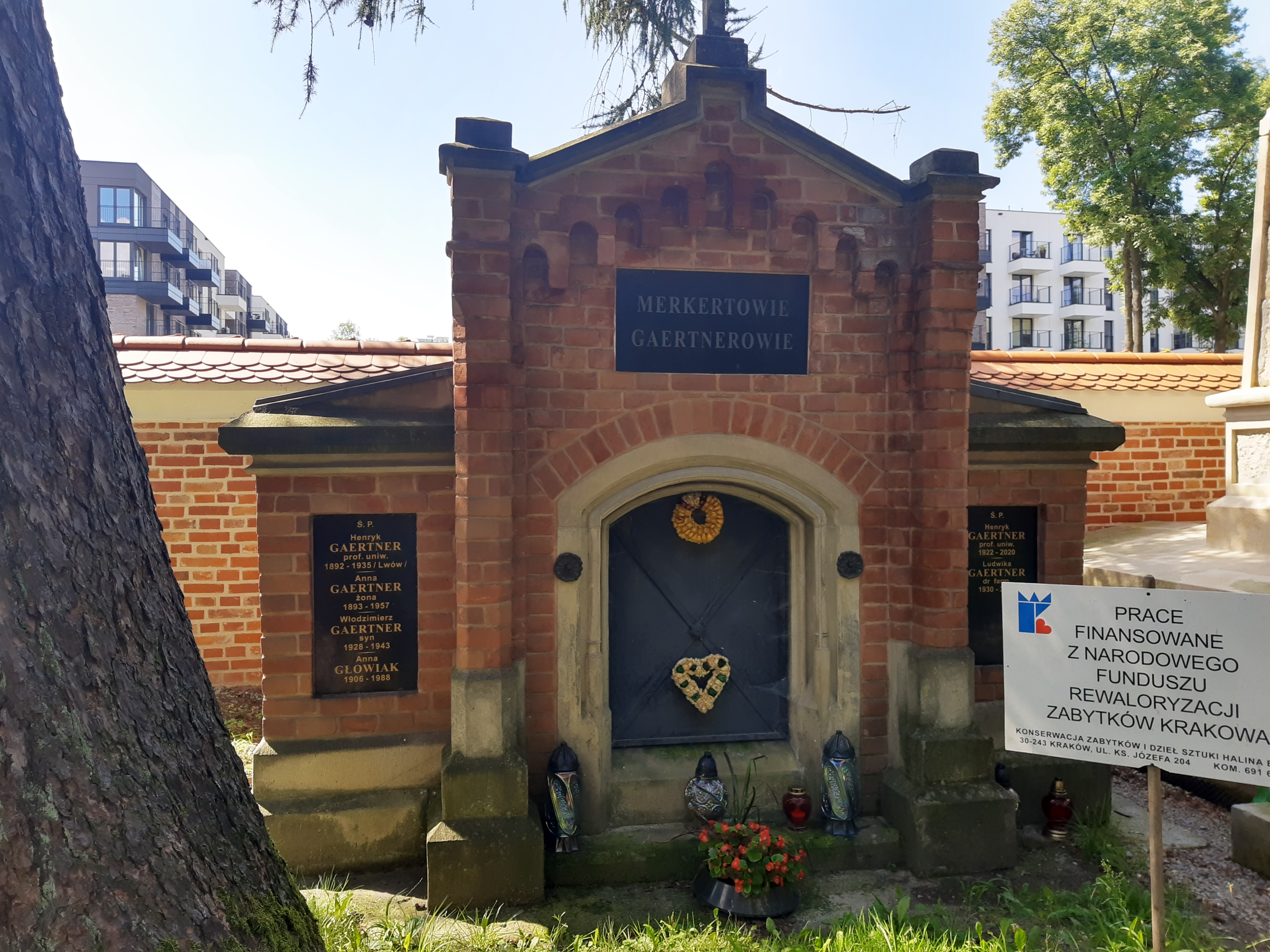
Grób prof. Henryka Gaertnera na cmentarzu Rakowickim

Od 1962 roku był żonaty z dr. farm. Ludwiką Kuroś, miał z nią syna Henryka Ludwika.

## Odznaczenia
- Krzyż Komandorski Orderu Odrodzenia Polski (2000)[2][9][10],
- Krzyż Oficerski Orderu Odrodzenia Polski[11],
- Krzyż Kawalerski Orderu Odrodzenia Polski[11],
- Odznaka honorowa „Za wzorową pracę w służbie zdrowia”[11],
- Złota Odznaka Honorowa Województwa Małopolskiego – Krzyż Małopolski (2017)[2],
- Medal 120-lecia Ruchu Ludowego (2017)[2],
- Medal Gloria Medicinae[2][11],
- Medal Medicus Magnus[2][11]